# Острови Торресової протоки
Острови Торресової протоки (англ. Torres Strait Islands) — група, принаймні, з 274 дрібних островів, розташованих в Торресовій протоці, що розділяє північний мис Кейп-Йорк континентальної Австралії і острів Нової Гвінеї. Острови переважно входять в штат Квінсленд Австралійського Союзу, хоча мають особливий статус для забезпечення прав корінних меланезійців. Острови управляються місцевим урядом — Регіональним управлінням Торресової протоки. Декілька островів сильно наближені до берега Нової Гвінеї та адміністративно належать Західній Провінції Папуа Нової Гвінеї. Найбільш значущий з цих островів — острів Дару, на якому знаходиться однойменна столиця Західної Провінції — місто Дару.

## Географія

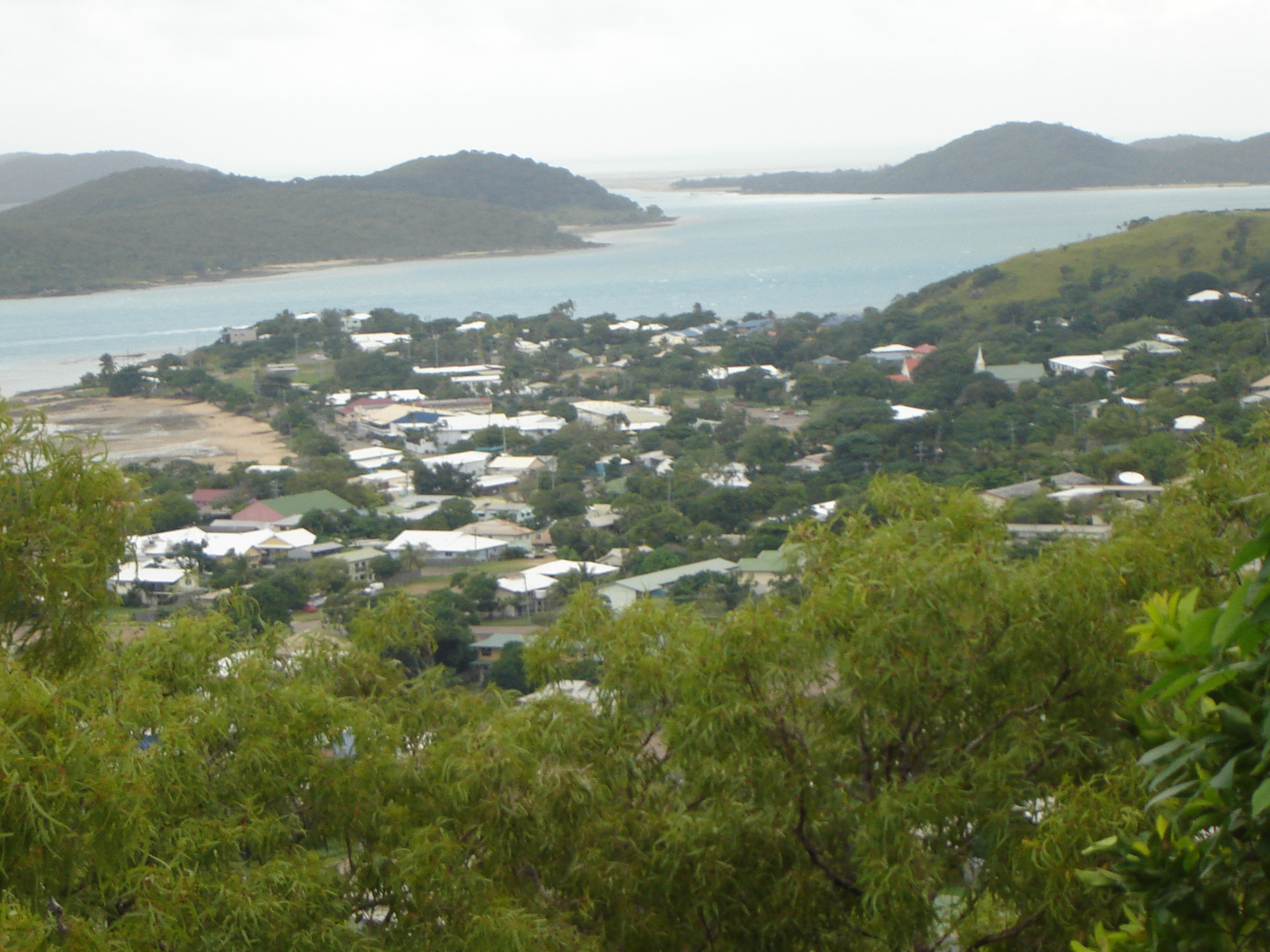
Поселення на острові Терсді

Острови Торресової протоки утворюють групу островів, що тягнеться приблизно на 150 км від материкової частини Австралії до острова Нова Гвінея і на 200—300 км із заходу на схід. Загальна площа островів складає близько 48 тисяч км². Площа суші — 566 км². Із західного боку архіпелаг омивається водами Арафурского моря, з східної — Коралового моря.
У період останнього льодовикового періоду район, де зараз розташовані острови Торресової протоки, являв собою сухопутний міст, що зв'язував сучасну континентальну частину Австралії з Новою Гвінеєю (об'єднані разом, вони були відомі як континент Сахул або Австралія-Нова Гвінея). Цей сухопутний міст був відносно недавно затоплений через підвищення рівня Світового океану в кінці останнього заледеніння льодовикового періоду (близько 12 000 років тому). В результаті цього утворилася Торресова протока, яка з'єднує Арафурське і Коралове моря. Буріння коралових рифів в цьому районі показало, що архіпелаг придбав свої сучасні обриси приблизно в 8-7 тисячоліттях до нашої ери. При цьому геологічний процес формування островів в протоці триває й досі. Багато із західних Торресових островів — це вершини сухопутного мосту, що не були затоплені.
Острови і прилеглі до них води та рифи створюють украй різноманітні земні та водні екосистеми з притулками для багатьох рідкісних або унікальних видів. Морська фауна островів містить дюгонів (водний ссавець, єдиний представник сімейства дюгонів загону сирен, що мешкає в основному у водах Нової Гвінеї), а також зелену черепаху, біссу і Flatback Turtle. Острови Торресової протоки є місцем гніздування та проживання для численних видів птахів, включаючи двоколірного плодоїдного голуба, який є символом національної емблеми остров'ян.
Виходячи з геологічної структури та місця розташування, острови, як правило, ділять на чотири основні групи:
- Західна група островів переважно вулканічного походження;
- Центральна група островів переважно коралового походження;
- Північна група, острови якої сформувалися переважно з алювіальних відкладень новогвінейських річок (це, як правило, ниці острови з великими болотистими місцевостями);
- Східна група островів, що сформувалися в результаті відносно недавньої з точки зору геології вулканічної активності.

Географічно острови розділені на п'ять груп:
- Острови Топ-Вестерн-Айлендс (англ. Top Western Islands, в перекладі «Верхньо-Західні острови»)
- Острови Вестерн-Айлендс (англ. Western Islands), або Близько-західні острови (англ. Near Western islands), включаючи острова Баду, Мабуіаг і Моа.
- Острови Ловер-Вестерн-Айлендс (англ. Lower Western Islands), або Внутрішні острови (англ. Inner islands), включаючи острови Хаммонд, Принца Уельського, Нгурупаї (Хорн), Терсді (Ваібене), Нагір.
- Острови Сентрал-Айлендс (англ. Central Islands), включаючи острова Іама (Ям), Масіг (Йорк), Порума, Варрабер.
- Острови Істерн (англ. Eastern Islands), або Східні острови, включаючи острова Мер (Маррі), Дарнлі (Еруб).

Цей поділ також деякою мірою відображає соціальні та культурні відмінності між островами. Наприклад, народності, які розмовляють папуаськими мовами, проживають на островах східної групи, а ті, які спілкуються на австралійських мовах, — на островах західної, північної і центральної груп. Населення східних та північних островів займалося сільським господарством і проживало в селах, в той час як жителі інших островів займалися переважно збиранням, полюванням і рибальством. Основу ж існування жителів центральних островів становила торгівля.
Рік складається з 2 сзонів: період посух і дощів. Більшість опадів випадає в проміжку грудень-квітень. Тропічні циклони трапляються відносно рідко. Температурний режим протягом року залишається практично незмінним: температура в листопаді-грудні варіюється між 25,4-31,2 °C, в липні — 22,5-27,7 °C.

## Історія
Хоча протоку, в якій розташовані острови, було відкрито ще в 1606 році іспанським мореплавцем Луїсом Ваесом де Торресом (на його честь вона і названа), аж до XIX століття, коли почалася активна колонізація Австралії, архіпелаг не викликав особливого інтересу у європейців. Та й згодом чужинців більше цікавила не культура і населення архіпелагу, а безпечні проходи між островами, завдяки яким кораблі могли б безперешкодно долати протоку з численними кораловими рифами.
У 1791 році Едвардом Едвардсом були відкриті острови Маррі. Мандрівник склав докладний опис каное жителів східних островів. У 1789 і 1792 роках в протоці побував англійський капітан Вільям Блай, який дослідив значну частину архіпелагу. Він також наніс на карти і дав назву острову Дарнлі (Еруб) і ряду інших островів і рифів регіону. На початку XVIII століття острови Торресової протоки були вивчені деякими мандрівниками, експедиції яких були організовані урядом Нового Південного Уельсу (наприклад, Метью Фліндерсом). Однак, тільки в середині XIX століття були організовані великі наукові та дослідницькі експедиції, метою яких було докладне вивчення архіпелагу і його жителів.
У 1860-х роках острови Торресової протоки стали центром комерційного вилову перлів і промислу морських огірків. Активізація економічних відносин з європейцями значно вплинула на життя місцевих жителів, більшість з яких тепер працювало на іноземних шхунах і люгерах. Згодом на архіпелаг були завезені численні робочі з Філіппін, Малайї, Японії, а також інших островів Тихого океану. Економічний потенціал островів протоки викликав великий інтерес британської колонії Квінсленд, яка прагнула взяти їх під свій контроль. Уже в 1864 році з метою посилення свого впливу в регіоні Квінслендський уряд заснував поселення Сомерсет на півострові Кейп-Йорк. Губернатор Квінсленду навіть нарік його «другим Сінгапуром». Хоча основна мета досягнута не була, Сомерсет, а потім і острів Терсді, внесли значний внесок у розширення політичного контролю Квінсленду над островами Торресової протоки.
До 1877 року тільки острова Мер, Еруб, Угар, Саібаї, Дауа і Боігу перебували під юрисдикцією губернатора Фіджі і високого комісара Західнотихоокеанських територій. З прийняттям у 1879 році Закону про прибережні острови (англ. Queensland Coast Islands Act) анексіоністські цілі Квінсленду по відношенню до островів Торресової протоки були фактично досягнуті: цей закон офіційно закріплював контроль колонії над північними і східними островами. Хоча в майбутньому адміністраторами Британської Нової Гвінеї робилися спроби перегляду цього закону, в цілому вони виявилися безуспішними.

## Демографія
Корінними жителями архіпелагу є аборигени островів Торресової протоки, меланезійці, культурно близькі до прибережних жителів Папуа Нової Гвінеї.
Відомості про жителів островів Торресової протоки до середини XIX століття фрагментарні і розпливчасті. Проте існували певні закономірності в розподілі населення. Наприклад, чисельність населення островів, на яких було розвинене сільське господарство, була значно вищою, ніж на інших островах архіпелагу.
Велика частина островів Торресової протоки є територією Австралійського Союзу. Лише кілька островів в безпосередній близькості від узбережжя острова Нова Гвінея входять до складу Папуа Нової Гвінеї.
Регіональним центром австралійської частини архіпелагу є острів Терсді, розташований неподалік від острова Принца Уельського і півострова Кейп-Йорк. Регіональний центр новогвінейської частини — острів Дару.
Згідно з даними перепису 2001 року, на австралійській частині проживало 8089 осіб, з яких 6214 осіб були корінними мешканцями островів. Основними мовами спілкування на архіпелазі є кала-лагав-я і меріам-мир. Крім того, широко використовується креольська мова брокан. На поточний час остров'яни проживають у 18 населених пунктах на 17 островах архіпелагу. Перше європейське поселення в регіоні — Сомерсет на півострові Кейп-Йорк, засноване 1863 року. 1877 року регіональний центр був переміщений в Порт-Кеннеді на острові Терсді.